# Ерделі Адальберт Михайлович
Адальберт Михайлович Ерделі (Бейла Михайлович Гриць; 25 травня 1891, с. Климовиця, тепер Закарпатська область — 19 вересня 1955, Ужгород) — український живописець, один з основоположників закарпатської школи живопису. Ерделі працював переважно в жанрах портрета, пейзажу, натюрморту.

## Життєпис
Народився 25 травня 1891 року в с. Загаття, нині Закарпатська область. Навчався 1911—1915 роках у будапештській академії мистецтв. Від 1916 року у Мукачеві. 1922—1926 роках в Мюнхені, з 1926 в Ужгороді. У 1927 році разом із Йосипом Бокшаєм заснував Ужгородську художню школу, 1931 року — Товариство діячів образотворчих мистецтв у Підкарпатській Русі. Протягом 1929—1931 років мешкав і працював у Парижі, де і познайомився з імпресіонізмом і фовізмом. Викладав малювання у мукачівській гімназії, учительській семінарії в Ужгороді, у 1945—1955 роках в Ужгородському училищі прикладного мистецтва.
Ерделі — живописець, якому були відкриті найкращі мистецькі кола Європи. Він міг би жити і легко досягти всесвітньої слави за кордоном. Його творчий шлях перетинався зі шляхами відомих європейських художників XX століття. Натомість, незважаючи на всю привабливість мистецького життя західного світу, Ерделі віддав перевагу Закарпаттю, щоб своїм мистецтвом прославити «землю без імені».
Ерделі є одним з фундаторів Закарпатської школи живопису, перший директор Ужгородського училища прикладного мистецтва (нині — Закарпатський художній інститут), один із організаторів і перший голова Закарпатської обласної організації Національної спілки радянських художників України у 1946 році.
Термін «Закарпатська школа», стверджує Ігор Шаров, міцно увійшов у лексику, як сучасних критиків, і мистецтвознавців, так і широкого загалу. Це явище безумовно пов'язане з іменами Йосипа Бокшая та Адальберта Ерделі. Зовні — простий факт організації в Ужгороді 1927 року приватної студії, названої Публічна школа малювання, став знаменним, епохальним і по суті символічним. Чесе мистецтво — ось що стало наріжним каменем цієї школи, діяльності її засновників та учнів. Школа ставила перед учнями високу планку майстерності — щабель за щаблем опановувати ази рисунка, живопису.
Ерделі колорист, майстер пейзажного та портретного живопису, натюрморту, який завдяки сміливості, динаміці та незвичності колірних композицій створив неповторні твори, більшість із яких зайняли почесне місце в експозиціях музеїв України та зарубіжжя.
Ерделі — педагог, який виховав плеяду відомих закарпатських художників — Володимира Микиту, Михайла Зайця, Андрія Коцку, Адальберта Борецького, Ернеста Контратовича, Василя Габду, Єлизавету Кремницьку, Ференца Семана, Павла Баллу та багатьох інших.

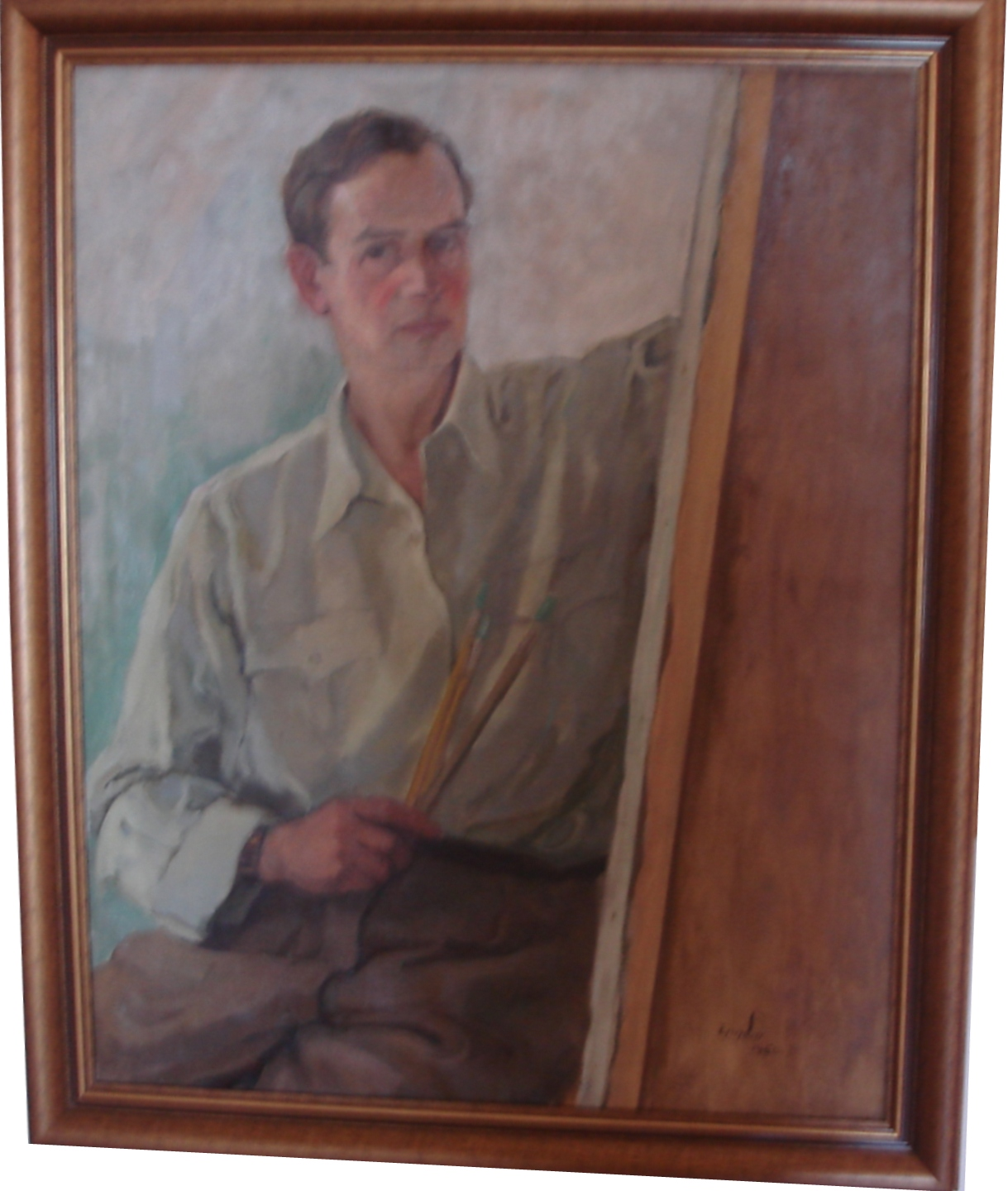
Автопортрет

Убогі відомості про творчість Ерделі кочували з однієї худосочної брошури в іншу, роботи лише згадувалися в каталогах. Врешті-решт альбом-монографія про Ерделі побачив світло у львівському видавництві «Ме». Вражають солідний формат, розкішна поліграфія з 56 кольоровими репродукціями картин художника, 73 унікальними фотографіями й 203 сторінками тексту. Автор монографії, відомий мистецтвознавець кандидат наук Іван Небесник, зібрав найрідші матеріали, книга написана невимушеною мовою, читається легко й захоплююче.
Майбутній художник з'явився миру як Іван Гриць в родині українця Михайла Гриця й німкені Ілони Цайскої, що жили на Іршавщині. Коли хлопчику було десять років, батько змінив йому ім'я на Адальберт, а прізвище на Ерделі (у перекладі з угорського — «лісовий»). Тоді в Закарпатті це було звичною справою, для твердження в житті люди міняли прізвища на угорські, край входив до складу Австро-Угорщини. Згодом, при радянській владі, батьківську «похибку» ставили художникові в докір: мовляв, відмовився від свого українського походження.
За свої 64 роки життя Ерделі застав чотири державних лади: Австро-Угорську імперію, демократичну Чехословаччину, хортистську Угорщину і радянський тоталітарний режим. З усіма владами він якось уживался, тільки при останній почував себе незатишно й навіть ображено. Знав німецьку, французьку, угорську, словацьку і чеську мови. На німецькій написав автобіографічний роман «Імен», щоденники вів угорською. В 1933 році художник познайомився в Ужгороді з танцівницею Магдалиною Сливкою (1916—2004), що була на 25 років молодша за нього. Адальберт і Магдалина прожили у громадянському шлюбі багато років. Лише перед самою смертю, важкохворий художник одружився із Магдалиною.

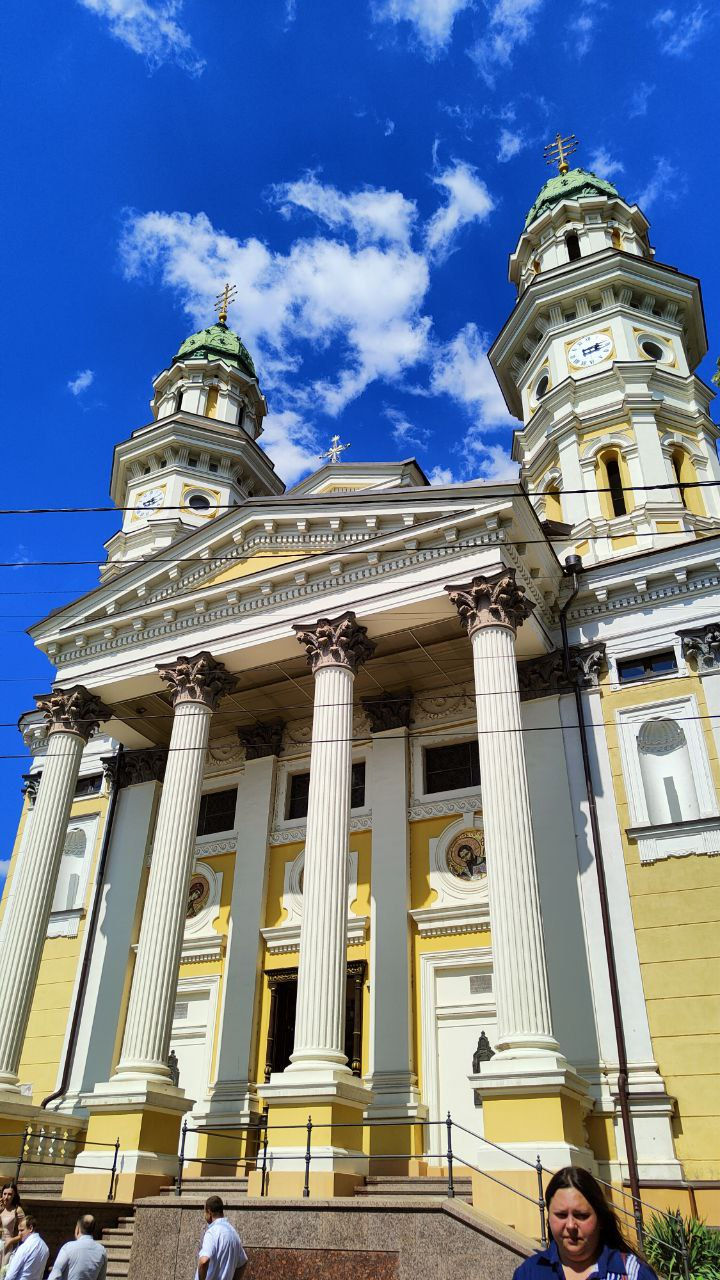
Ужгород

До середини 1930-х років Ерделі був автором уже більше тисячі картин. Він вирізнявся високою працездатністю, писав легко й захоплено, викладав живопис в ужгородській учительській семінарії, де й, до речі, директором був Августин Волошин. У живописі Ерделі схилявся перед творчістю французького художника Поля Сезанна й вважав себе його послідовником, сповідаючи тезу: «Мистецтво й любов».
Ці «буржуазні» погляди й смаки відгукнулися Ерделі при радянському тоталітарному режимі. Художник продовжував творити в улюблених жанрах портрета, пейзажу й натюрморту, але ніколи не сповідав далекий йому соцреалізм і не оспівував «романтикові» тоталітаризму. Природно, майстра обвинуватили у формалізмі, буржуазній естетиці й т.д., намагалися загнати в кут. Але відкинутий владою художник продовжує працювати. У 1951 році з-під пензля Ерделі народжується барвистий портрет «Юна танцівниця Клара Балог», що змінила долю художника. У московському Великому театрі проходив концерт учасників Декади українського мистецтва, на якому Клара Балог танцювала закарпатський танець, що сподобався Сталіну. Дівчину-підлітка запросили в ложу диктатора. В Ужгороді партійні діячі одразу ж згадали про опального художника й змінили гнів на милість. В 1954 році Ерделі нарешті дозволили організувати персональну виставку в Ужгороді, а за рік художника не стало. Похований на міському цвинтарі «Кальварія».
Творча спадщина Ерделі величезна, розкидана по багатьох країнах, містах і приватних зібраннях. У вересні 2004 року, вночі в будинок художника, де мешкала його вдова Магдалина Ерделі, вдерлися грабіжники, зв'язали господиню, і винесли 48 картин, попередньо вийнявши їх з рам. Через це 88-літня вдова митця дістала серцевого нападу і померла на місці. Злочин не розкритий і донині.

## Вшанування
- 1993 року в скверику — альпінарії при пл. Жупанатській в Ужгороді встановлено бронзовий пам'ятник (скульптурна група) Йосипу Бокшаю та Адальберту Ерделі. Постановами Кабінету міністрів України № 1761 від 27.12.2001 року та № 928 від 3.09.2009 року пам'ятник занесений до Державного реєстру нерухомих пам'яток України.[2]
- 19 вересня 2010 року, на батьківщині художника, був проведений перший обласний фестиваль пам'яті Адальберта Ерделі. Того ж дня на зовнішній стіні Загатського МНВК було встановлено та освячено меморіальну таблицю.[3] У травні 2015 року в Загатті була встановлена публічна міні-скульптура Адальберта Михайловича Ерделі (скульптор скульптором Михайло Колодко), що присв'ячена 124-літтю від дня народженню митця.[4]
- Закарпатська академія мистецтв проводять щорічну науково-практичну конференцію «Ерделівські читання», на якій вивчається творча спадщина Ерделі та розвиток художньої освіти на закарпатті та всій Україні.[5]
- 8 листопада 2015 року Закарпатському обласному українському музично-драматичному театрі імені братів Шерегіїв відбулася прем’єра вистави про життя Адальберта Ерделі "В Парижі гарне літо" за п’єсою Олександра Гавроша. [6]
- 2-3 червня 2018 року у селі Климовиця на Іршавщині у рамках першого відкритого фестивалю мистецтв імені Адальберта Ерделі на подвір'ї Климовицької ЗОШ I—II ступенів було відкрито та освячено пам’ятник основоположнику закарпатської школи живопису Адальберту Ерделі (скульптор Андріан Балог, архітектор Борис Кузьма).[7]

Меморіальна таблиця в Мукачеві на будинку, в якому працював Ерделі
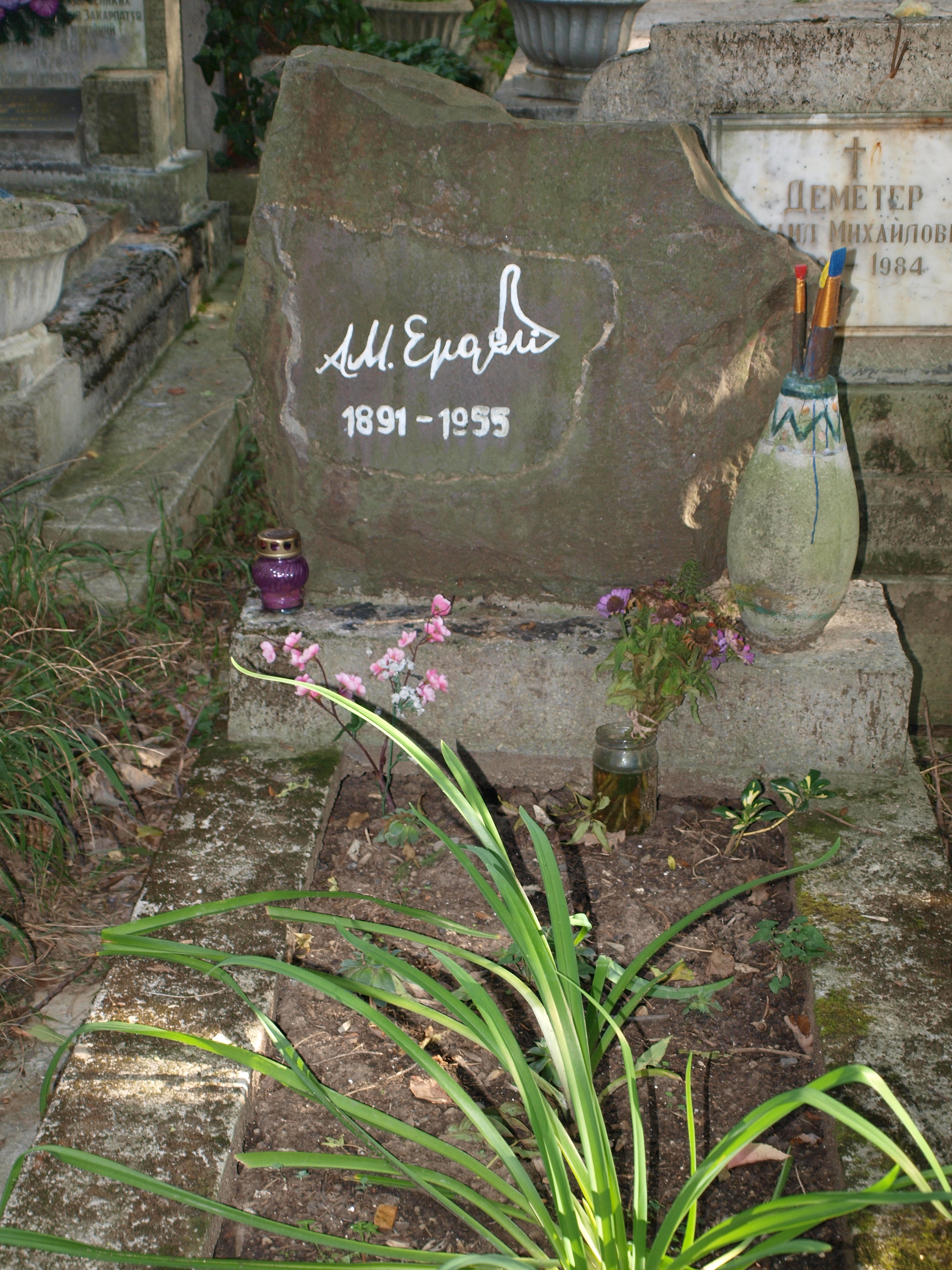
Могила А. Ерделі на цвинтарі Кальварія в Ужгороді
Пам'ятник А. Ерделі й Й. Бокшаю в скверику - альпінарії при пл. Жупанатській в Ужгороді

## Виставки
- Виставка Адальберта Ерделі до 130-річчя від дня народження (відкриття 26 травня 2021 року) — Ужгород, Закарпатський обласний художній музей ім. Й.Бокшая [Архівовано 9 червня 2021 у Wayback Machine.].
- Виставка Адальберта Ерделі до 130-річчя від дня народження (25.05.2021 — 19.06.2021) [Архівовано 9 червня 2021 у Wayback Machine.] — Київ, Галерея НЮ АРТ.
- Персональна виставка Адальберта Ерделі (20.09.2018 — 27.10.2018) [Архівовано 9 червня 2021 у Wayback Machine.] — Київ, Галерея НЮ АРТ.